# Agost
Agost è un comune spagnolo situato nella comunità autonoma Valenciana.

## Storia

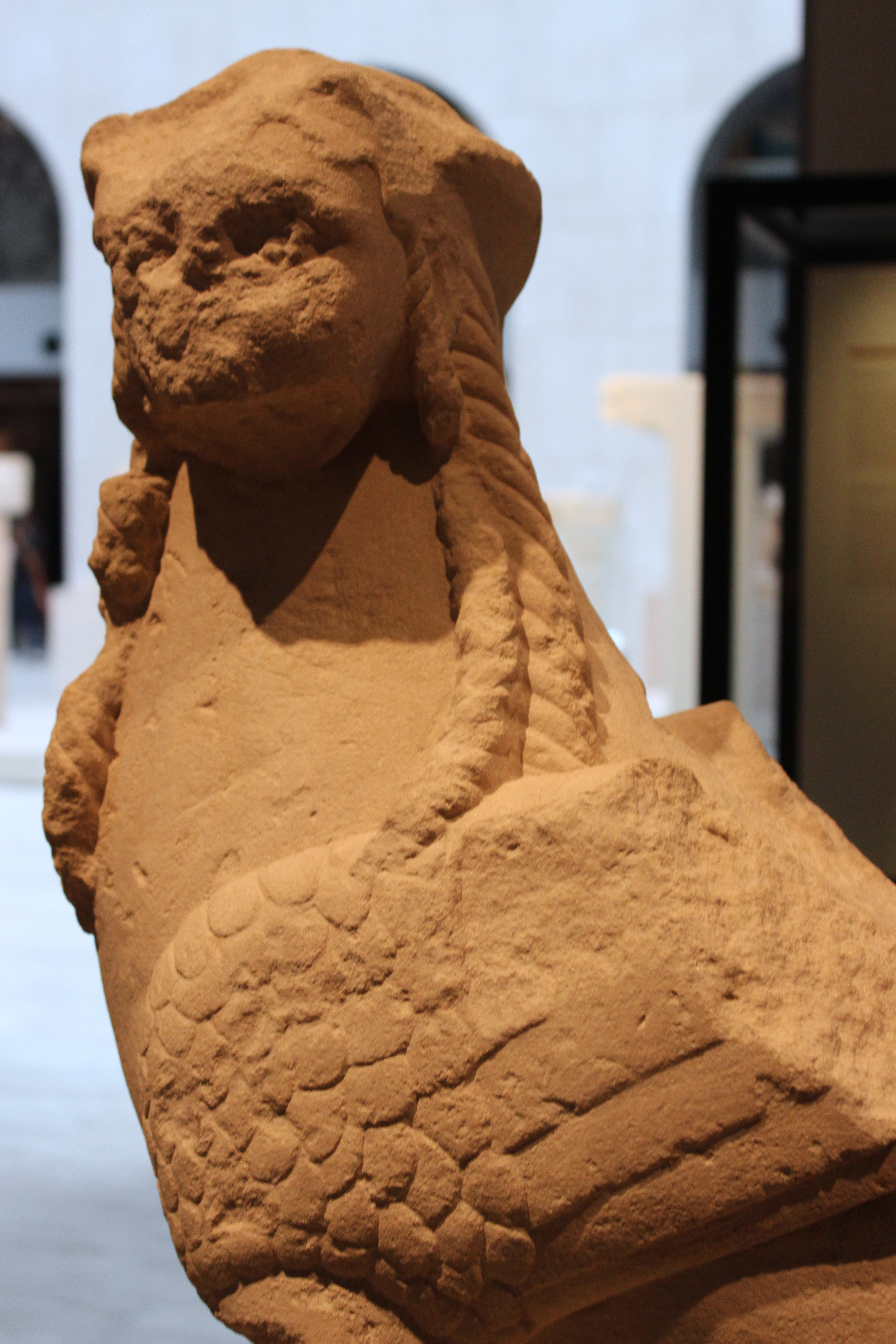
La Sfinge di Agost

Nei pressi del paese, nel sito archeologico di El Camp de l'Escultor,  è stata ritrovata la celebre Sfinge di Agost, ora conservata al Museo archeologico nazionale di Spagna, a Madrid.